# Dmytro Proswirnin
Dmytro Proswirnin (ukrainisch Дмитро Просвірнін, wiss. Transliteration Dmytro Prosvirnin, in der Sowjetunion Dmitri Borissowitsch Proswirnin, russisch Дмитрий Борисович Просвирнин; * 7. Januar 1967 in Worochta, damals Ukrainische SSR der Sowjetunion) ist ein ehemaliger ukrainischer Nordischer Kombinierer und Skispringer.

## Werdegang
Proswirnin startete bei der Nordischen Skiweltmeisterschaft 1993 im schwedischen Falun. Von der Normalschanze landete er nach Sprüngen auf 70 und 64,5 Metern auf dem 60. Platz. Mit der Mannschaft erreichte er im Team-Wettbewerb den 14. und damit letzten Platz. Als Nordisch Kombinierter nahm er an den Olympischen Winterspielen 1994 in Lillehammer teil, er schloss den Einzelwettbewerb auf Platz sechzehn ab, im Teamwettbewerb kam er nicht zum Einsatz. Sein Bruder Oleksandr war zehn Jahre zuvor in derselben Disziplin Olympiateilnehmer.